# Amanda Tepe
Amanda Tepe (Cincinnati, 16 ottobre 1977) è un'attrice statunitense.
Nata in Ohio, è apparsa in General Hospital, Cory alla Casa Bianca e Raven. Ha un ruolo ricorrente nella serie I maghi di Waverly.

## Filmografia

### Televisione
- Castle – serie TV, episodio 5x23 (2013)

## Doppiatrici italiane
- Barbara Villa in Castle